# Bitheca lambda
Bitheca lambda är en tvåvingeart som beskrevs av Marshall 1987. Bitheca lambda ingår i släktet Bitheca och familjen hoppflugor. Inga underarter finns listade i Catalogue of Life.